# Presumpscot River
Der Presumpscot River ist ein etwa 42 km langer Fluss im Cumberland County in  Maine und der Hauptabfluss des Sebago Lakes.
Der Fluss fließt durch die Gemeinden Windham, Gorham, Westbrook, Portland und Falmouth, bevor er in das Casco Bay bei Falmouth mündet. Er wird von der Maine State Route 35 nahe North Windham, von der Maine Central Railroad Mountain Division zwischen North Windham und South Windham sowie vom U.S. Highway 202 in South Windham überbrückt. Außerdem wird der Fluss wieder von der Maine Central Mountain Division in Westbrook sowie vom U.S. Highway 302 bei Riverton zwischen Westbrook und Portland überbrückt. In Falmouth wird der Fluss vom Interstate 495, mit den überlagerten Maine State Routes 26 und 100 sowie vom Interstate 95, von der Maine State Route 9, der Maine Central Railroad, dem Interstate 295, dem Grand Trunk Railway und der U.S. Route 1 überbrückt.
Zusätzlich zum Sebago Lake als seine Hauptquelle hat der Presumpscot River drei bedeutsame Nebenflüsse:
- der Pleasant River; Mündung in Windham
- der Mill Brook (ein Abfluss des Highland Lakes in Windham); Mündung in Westbrook
- der Piscataqua River (ein Abfluss des Forest Lakes in Cumberland); Mündung in Falmouth

Es gibt acht Dämme, die den Fluss während seines Weges zum Ozean behindern und Strom aus Wasserkraft produzieren. Sie heißen Eel Weir Dam, North Gorham Dam, Dundee Dam, Gambo Dam, Little Falls Dam, Mallison Dam, Sacarappa Dam und Cumberland Mills Dam. Die Dämme unterhalb des letztgenannten Damms versorgen die Schleusen des Cumberland and Oxford Canals mit Wasser und werden verändert, um den Wasserfluss durch die S. D. Warren Paper Mill zu regulieren, nachdem der Kanal unbrauchbar wurde. Seit der Verschiebung des Smelt Hill Dams in Falmouth 2002 fließen die letzten 7 mi (11 km) des Flusses nach dem Cumberland Mills Dam ungestört in den Ozean.

## Wasserkraftanlagen
Am Flusslauf des Presumpscot River befinden sich acht Staudämme mit zugehörigen Wasserkraftwerken.
Die Wasserkraftanlagen in Abstromrichtung:
| Name             | Leistung in MW | Anzahl Turbinen | Lage | Betreiber            |
| ---------------- | -------------- | --------------- | ---- | -------------------- |
| Eel Weir         | 1,8            |                 | (⊙)  | S. D. Warren         |
| North Gorham     | 2,25           | 2               | (⊙)  | Brookfield Renewable |
| Dundee           | 2,4            |                 | (⊙)  | S. D. Warren         |
| Gambo            | 1,9            |                 | (⊙)  | S. D. Warren         |
| Little Falls     | 1,0            |                 | (⊙)  | S. D. Warren         |
| Mallison Falls   | 0,8            |                 | (⊙)  | S. D. Warren         |
| Sacarappa        | 1,35           |                 | (⊙)  | S. D. Warren         |
| Cumberland Mills | 0              |                 | (⊙)  | S. D. Warren         |

1792 wurde der erste Staudamm am Presumpscot River an den Presumpscot Falls (⊙) an der Stelle des ehemaligen Smelt Hill Dam  bei Falmouth errichtet.
2002 wurde der Smelt Hill Dam abgerissen.